# Harknessia uromycoides
Harknessia uromycoides är en svampart som först beskrevs av Speg., och fick sitt nu gällande namn av Speg. 1882. Harknessia uromycoides ingår i släktet Harknessia, ordningen Diaporthales, klassen Sordariomycetes, divisionen sporsäcksvampar och riket svampar.   Inga underarter finns listade i Catalogue of Life.